# Liste der Bodendenkmale im Landkreis Nienburg/Weser

Nienburg/Weser in Niedersachsen

In der Liste der Bodendenkmale im Landkreis Nienburg/Weser sind die Bodendenkmale im Landkreis Nienburg/Weser aufgeführt. Die Quelle ist der Denkmalatlas Niedersachsen. Die Angaben in den einzelnen Listen ersetzen nicht die rechtsverbindliche Auskunft der zuständigen Denkmalschutzbehörde.
| Bild | Gemeinde                     | Bodendenkmalliste | Wappen | Lage | Ortsteile |
| ---- | ---------------------------- | ----------------- | ------ | ---- | --- |
|      | Samtgemeinde Grafschaft Hoya | siehe Ortsteile   |        |      | - Bücken - Eystrup - Gandesbergen - Hämelhausen - Hassel (Weser) - Hilgermissen - Hoya - Hoyerhagen - Schweringen - Warpe |
|      | Samtgemeinde Heemsen         | siehe Ortsteile   |        |      | - Drakenburg - Haßbergen - Heemsen - Rohrsen                                                                              |
|      | Samtgemeinde Mittelweser     | siehe Ortsteile   |        |      | - Estorf - Husum - Landesbergen - Leese - Stolzenau                                                                       |
|      | Nienburg/Weser               | siehe Ortsteile   |        |      | - Erichshagen - Holtorf - Langendamm - Nienburg - Schäferhof/Kattriede                                                    |
|      | Rehburg-Loccum               | siehe Ortsteile   |        |      | - Bad Rehburg - Loccum - Münchehagen - Rehburg - Winzlar                                                                  |
|      | Samtgemeinde Steimbke        | siehe Ortsteile   |        |      | - Linsburg - Rodewald - Steimbke - Stöckse                                                                                |
|      | Steyerberg                   | siehe Ortsteile   |        |      | - Bruchhagen - Deblinghausen - Düdinghausen - Sarninghausen - Sehnsen - Steyerberg - Voigtei - Wellie                     |
|      | Samtgemeinde Uchte           | siehe Ortsteile   |        |      | - Diepenau - Raddestorf - Uchte - Warmsen                                                                                 |
|      | Samtgemeinde Weser-Aue       | siehe Ortsteile   |        |      | - Balge - Binnen - Liebenau - Marklohe - Pennigsehl - Wietzen                                                             |

Ortsteile in schwarzer Schrift weisen keine Bodendenkmale aus.